# Patty Pravo - Rarities 1967
Patty Pravo - Rarities 1967 è una raccolta della cantante italiana Patty Pravo pubblicata il 22 dicembre 2017 da RCA Records e distribuita da Sony Music.

## Raccolta
Pubblicata solo in formato digitale e streaming, la raccolta raccoglie alcune rarità dell'artista risalenti al 1967, oltre alle ben note hit "Se perdo te" e "Qui e là", resta invece inspiegabilmente escluso dal disco il brano Tempo tempo. La raccolta, oltre nel mercato italiano, è stata pubblicata anche in Giappone, Taiwan e Francia.

## Tracce
1. Lettera a Gianni – 2:15 (testo: Sergio Bardotti, Shel Shapiro – musica: Ruggero Cini)
2. Lettera a Gianni – 2:10 (testo: Sergio Bardotti – musica: Shel Shapiro, Guido Cenciarelli)
3. Massachussets – 2:16 (Barry Gibb)
4. Qui e là – 2:16 (testo: Allen Toussaint, Aina Diversi – musica: Ruggero Cini, Allen Toussaint, Alberigo Crocetta)
5. Se perdo te – 2:56 (testo: Paul Korda, S. Bardotti – musica: Ruggero Cini, Paul Korda, Alberigo Crocetta)
6. Sto con te – 2:25 (testo: Cifelli, Caesar Petrillo, De Simone, Sergio Bardotti – musica: Caesar Petrillo, Alberigo Crocetta, Ruggero Cini)
7. Vecchio mondo – 2:22

Durata totale: 16:40